# Ogcodes jacobaea
Ogcodes jacobaea este o specie de muște din genul Ogcodes, familia Acroceridae. A fost descrisă pentru prima dată de Philippi în anul 1871. Conform Catalogue of Life specia Ogcodes jacobaea nu are subspecii cunoscute.